# Шерах, Петр

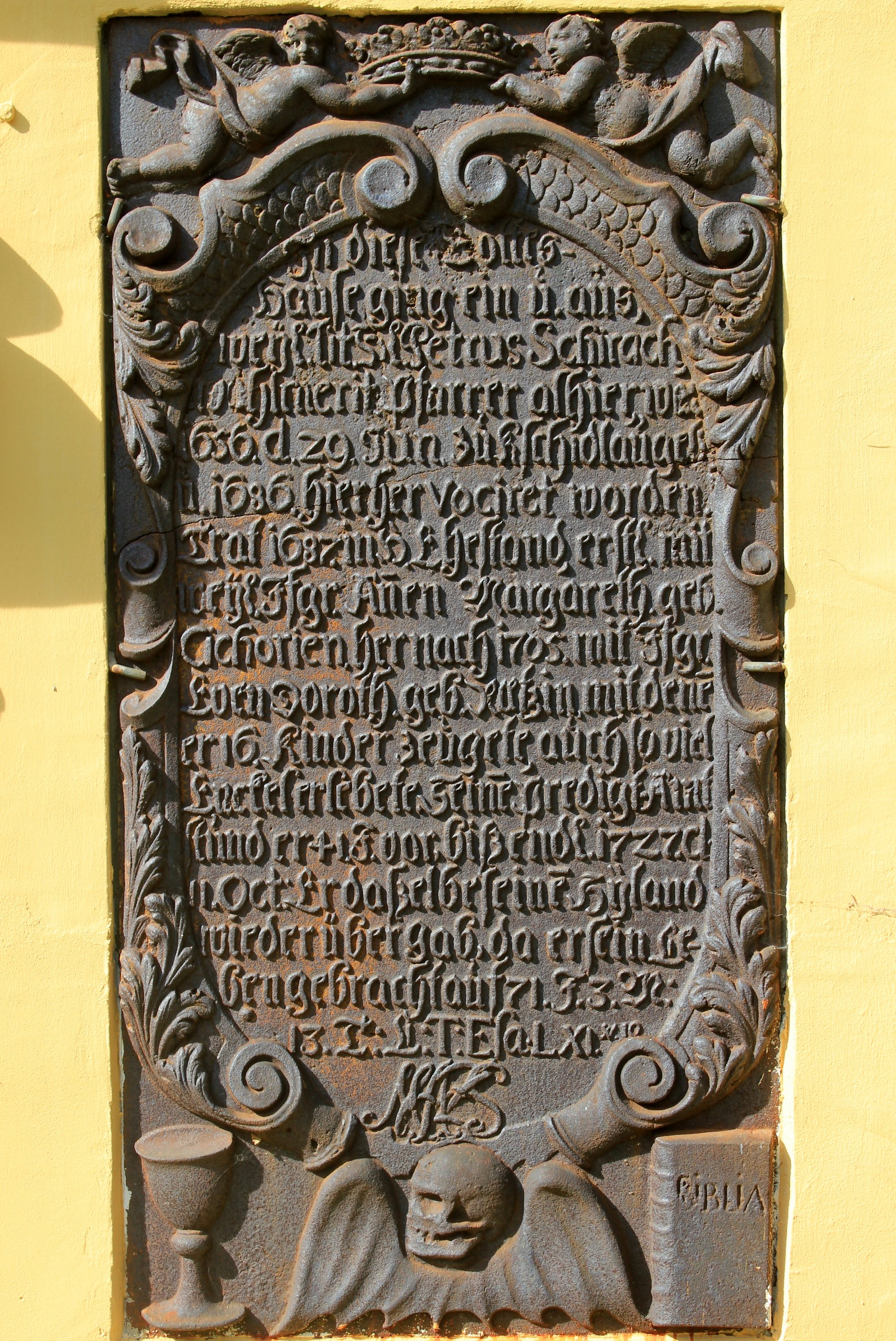
Памятная доска, посвящённая Петру Шераху. Находится на стене лютеранской церкви в деревне Хребя-Нова Вес, Лужица

Петр Ше́рах, немецкий вариант — Петер Ширах (в.-луж. Petr Šěrach, нем. Peter Schirach, 29 июня 1656 года, Чорнов-Кшидол, Лужица, курфюршество Саксония — 21 октября 1727 года, Хребя-Нова Вес, Лужица, королевство Саксония) — лютеранский священнослужитель, серболужицкий общественный деятель.

## Биография
Родился 29 июня 1656 года в серболужицкой деревне Чорнов-Кшидол в крестьянской семье. Проходил среднее обучение в различных школах в Дрездене, Каменце, Хемнице и Майсене. Окончив гимназию в Цвиккау, поступил в 1678 году в Лейпцигский университет для изучения теологии, который вскоре оставил из-за эпидемии чумы. Возвратившись в Лужицу, работал несколько лет домашним учителем. В 1686 году был назначен настоятелем в лютеранский приход в селе Хребя-Нова Вес.
В 1717 году переиздал верхнелужицкий Катехизис Варихиуса (Katechismus von Warichius) с собственным предисловием «Von der wendischen Sprach» (О лужицком языке), в котором отстаивал права серболужичан на собственный язык.
Первый представитель серболужицкого рода Шерахов, сыгравшего значительную роль в серболужицком национально-культурном возрождении и известного своей различной деятельностью в Лужице. Был отцом серболужицкого поэта Гадама Захариаса Шераха (1693—1758) и общественного делателя Кшесчана Богухвала Шераха. Его внук Гадам Богухвал (1724—1773) был серболужицким учёным и просветителем. Корла Богухвал Шерах (1764—1838) издал первый в истории журнал на верхнелужицком языке. Петр Элиас Шерах (1742—1795) занимался книгоизданием серболужицкой литературой. В XX веке известны следующие представители этого рода: германский националист времён нацистской Германии, гауляйтер Вены Бальдур фон Ширах (1907—1974) и немецкий писатель Фердинанд фон Ширах (род. 1964).